# Athena Coustenis

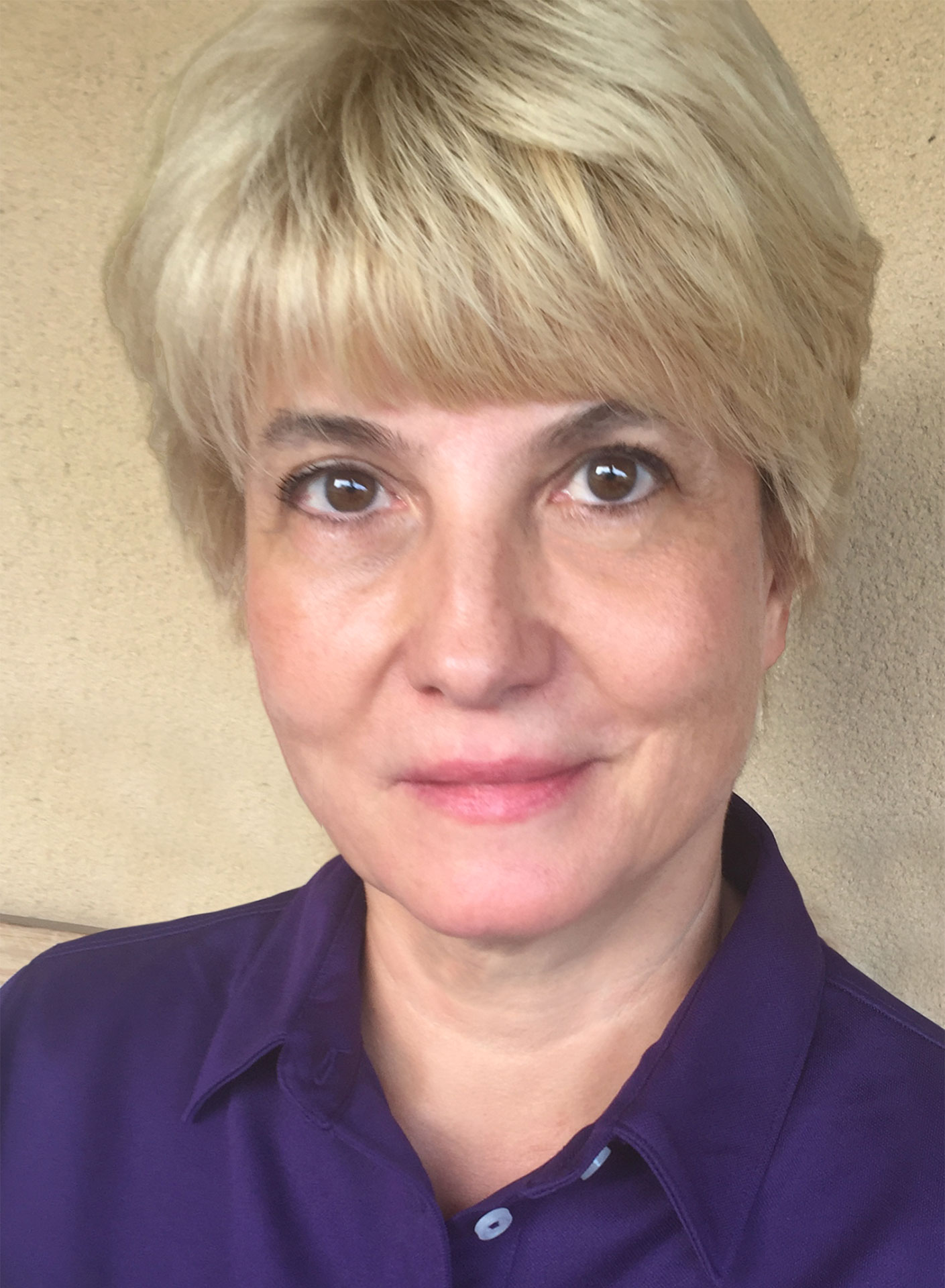
Athena Coustenis, 2018

Athena Coustenis (griechisch Αθηνά Κουστένη, * 28. September 1961 in Athen) ist eine griechisch-französische Astrophysikerin, die sich auf Planetologie spezialisiert hat. Sie ist Forschungsdirektorin am Centre national de la recherche scientifique (CNRS), am LESIA-Labor (Laboratoire d'Études Spatiales et d'Instrumentation en Astrophysique) des Pariser Observatoriums. Sie leitet Projekte für Weltraummissionen für die Europäische Weltraumorganisation (ESA) und die NASA. Ihr Hauptaugenmerk liegt auf den Riesenplaneten Saturn, Jupiter und ihren Monden. Sie gilt als führende Expertin für Titan, einen der Saturnmonde.

## Kindheit und Studium
Coustenis lebte eine Zeit lang in Ankara, wo ihr Vater als Diplomat tätig war. Sie besuchte das französische Gymnasium in Ankara und lernt dort Französisch. Anschließend zog sie 1980 nach Paris. Sie erwarb 1986 einen Master in Astrophysik und Raumfahrttechnik an der Universität Pierre und Marie Curie (UPMC) und 1987 einen Master in englischer Literatur an der Universität Paris III (Sorbonne Nouvelle). Coustenis verteidigte 1989 ihre Doktorarbeit in Astrophysik und Raumfahrttechnik mit dem Titel L'atmosphère de Titan à partir des observations infrarouges du Voyager (Die Titan-Atmosphäre anhand der Infrarotbeobachtungen der Voyager) an der UPMC. Sie erhielt 1996 eine Habilitation (Habilitation universitaire à diriger la recherche, HDR).

## Karriere
Coustenis ist oder war Mitglied mehrerer beratender Ausschüsse der Europäischen Weltraumorganisation (ESA), der NASA und anderer nationaler Strukturen. Insbesondere ist sie Vorsitzende des Evaluierungsausschusses für Weltraumforschung und -exploration (CERES) des Centre national d’études spatiales (CNES) und Vorsitzende des Panels für planetaren Schutz des Committee on Space Research. Sie war von 2011 bis 2015 die Präsidentin der International Association of Meteorology and Atmospheric Sciences (IAMAS) der Internationalen Union für Geodäsie und Geophysik (IGGU). Sie war Vorsitzende des Europäischen Komitees für Weltraumwissenschaften (ESSC) der Europäischen Wissenschaftsstiftung (ESF).
Coustenis ist außerdem in mehreren Vorstands- oder Ratsausschüssen wissenschaftlicher Gesellschaften, Vereinigungen und Institutionen tätig, darunter die European Geosciences Union (EGU), wo sie Vorsitzende der Abteilung für Planetenwissenschaften war, die Internationale Astronomische Union (IAU), die International Academy of Astronautics (IAA), der Europäische Kongress für Planetenwissenschaften (EPSC), die Europlanet Society und die International Society for the Study of the Origin of Life (ISSOL).
Sie wird voraussichtlich im Oktober 2024 als erste nicht-amerikanische Staatsbürgerin den Vorsitz der Planetologieabteilung der American Astronomical Society übernehmen.

## Forschung
Coustenis nutzt Observatorien auf der Erde und im Weltraum, um Körper im Sonnensystem zu untersuchen, wobei sie sich besonders für die Satelliten der Riesenplaneten Saturn und Jupiter und für Exoplaneten interessiert. Sie konzentriert sich auf astrobiologische Aspekte und die Suche nach bewohnbaren Welten im Sonnensystem und darüber hinaus. Ihre Forschung im Bereich der vergleichenden Planetologie nutzt die Untersuchung des Klimawandels, um das Verständnis der langfristigen Evolution auf unserem eigenen Planeten zu vertiefen. In den letzten Jahren leitete sie die Bemühungen um die Definition und Auswahl zukünftiger Weltraummissionen, die von der Europäischen Weltraumorganisation und ihren internationalen Partnern unternommen werden sollen. Sie war Mitinitiatorin von drei der Instrumente an Bord der Cassini-Huygens-Mission.

## Veröffentlichungen (Auswahl)
- mit Thérèse Encrenaz, 2013. Life beyond Earth, The Search for Habitable Worlds in the Universe, Cambridge University Press, ISBN 978-1107026179.
- mit Fredric Taylor, 2008. Titan, Exploring an Earthlike World. World Scientific, Singapur, ISBN 978-9812705013.[11]
- mit Fredric Taylor, 1999. Titan, The Earth-Like Moon, World Scientific, Singapur, ISBN 978-9810239213.[12]

## Preise und Auszeichnungen
- 2023: Jean Dominique Cassini Medal & Honorary Membership[13]
- 2019: Ritter der Ehrenlegion
- 2017: Aufnahme in die International Academy of Astronautics[14]
- 2016: Aufnahme in die Académie royale de Belgique[15]
- 2014: Harold-Masursky-Preis vom American Astronomical Society[16]
- Mitglied der Internationalen Astronomischen Union[17]
- Mitglied des Bureau des Longitudes[18]